# A Harry Bosch – A nyomozó epizódjainak listája
Ez a lap a Harry Bosch – A nyomozó című sorozat epizódjait tartalmazza.
Harry Bosch, a Los Angeles-i gyilkossági nyomozó, fáradhatatlanul dolgozik, és bármi áron kész igazságot szolgáltatni az áldozatoknak, még akkor is, ha ezzel veszélybe sodorja önmagát vagy szeretteit. Ám a megingathatatlan külső mögött egy olyan férfi rejtőzik, akit kísért a saját múltja, és aki egyre nehezebben marad hűséges személyes alapelvéhez: Vagy mindenki számít, vagy senki sem.

## Évados áttekintés
| Évad | Évad | Részek száma | Részek száma | Eredeti sugárzás  | Eredeti sugárzás  | Eredeti adó  | Magyar sugárzás   | Magyar sugárzás    | Magyar adó |
| Évad | Évad | Részek száma | Részek száma | Évadbemutató      | Évadzáró          | Eredeti adó  | Évadbemutató      | Évadzáró           | Magyar adó |
| ---- | ---- | ------------ | ------------ | ----------------- | ----------------- | ------------ | ----------------- | ------------------ | ---------- |
|      | 1.   | 10           | 10           | 2015. február 6.  | 2015. február 13. | Amazon Video | 2015. június 3.   | 2015. augusztus 5. | FOX        |
|      | 2.   | 10           | 10           | 2016. március 11. | 2016. március 11. | Amazon Video | 2016. április 6.  | 2016. június 1.    | FOX        |
|      | 3.   | 10           | 10           | 2017. április 21. | 2017. április 21. | Amazon Video | 2017. május 18.   | 2017. július 20.   | FOX        |
|      | 4.   | 10           | 10           | 2018. április 13. | 2018. április 13. | Amazon Video | 2019. október 14. | 2019. október 25.  | TV4        |
|      | 5.   | 10           | 10           | 2018. április 19. | 2018. április 19. | Amazon Video | 2019. október 28. | 2019. november 8.  | TV4        |
|      | 6.   | 10           | 10           | 2020. április 17. | 2020. április 17. | Amazon Video |                   | n. a.              | n.a.       |

## Epizódok

### Első évad (2015)
| Sor. | Év. | Cím                                                                      | Rendező           | Író                                 | Premier                              | Gyártási szám |
| --- | --- | ------------------------------------------------------------------------ | ----------------- | ----------------------------------- | ------------------------------------ | ------------- |
| 1. | 1.  | Első fejezet: Idény (Chapter One: 'Tis the Season)                       | Jim McKay         | Michael Connelly & Eric Overmyer    | 2015. február 13. 2015. június 3.    | 101           |
| Harry Bosch gyilkossági nyomozónak bíróság előtt kell felelnie egy feltételezett sorozatgyilkos lelövéséért. Amikor megtalálják egy eltűnt 13 éves fiú csontjait a közeli hegyoldalon, Bosch saját szakmai nehézségei ellenére megpróbál igazságot szolgáltatni a fiatal áldozat számára. A mottója: "vagy mindenki számít, vagy senki sem", így a gyilkos nyomába ered, és mit sem törődik azzal, hogy ennek mi lesz az ára. Az ügy miatt kapcsolatba kerül az újonc Julia Brasherrel, aki vállalkozó kedvével hamar felkelti a nyomozó érdeklődését. Mindeközben egy fiatal rendőrpáros egy rutinellenőrzés során veszélyes gyilkosba botlik. |     |                                                                          |                   |                                     |                                      |               |
| 2. | 2.  | Második fejezet: Fény az alagút végén (Chapter Two: Lost Light)          | Kevin Dowling     | Tom Smuts & Eric Overmyer           | 2015. február 13. 2015. június 10.   | 102           |
| A megtalált csontok egy elítélt gyermekmolesztálóhoz vezetik el Boscht és társát, J. Edgart, aki azonban esküszik arra, hogy nem tud semmit az ügyről. Brasher és Bosch jobban megismerik egymást, így a férfi elmond pár részletet a kapcsolatáról 13 éves lányával, Maddie-vel, aki nemrégiben költözött vissza az Egyesült Államokba édesanyjával és mostohaapjával. Miközben a felettesei azt várják Boschtól, hogy rendezze el folyamatban lévő bírósági ügyét, összetűzésbe kerül Irvin Irving rendőrparancsok-helyettessel, mert nem képes meghúzni magát. A gyilkossággal vádolt Raynard Waits más ügyekbe is belekeveredik, és nyugtalanító információval áll elő Bosch régi ügyével kapcsolatban. |     |                                                                          |                   |                                     |                                      |               |
| 3. | 3.  | Harmadik fejezet: Az igazságosztó (Chapter Three: Blue Religion)         | Kevin Dowling     | Diane Frolov & Andrew Schneider     | 2015. február 13. 2015. június 17.   | 103           |
| Bosch és Edgar nyomozása megdöbbentő és tragikus fordulatot vesz a korábban kikérdezett gyanúsított számára, és a nyomozók kezdik megérezni a járulékos veszteségek súlyát. Végre előrébb lépnek a csontok ügyében, amikor a fiatal áldozatot Arthur Delacroixként azonosítják, és felkeresik a fiú rendezetlen családját. Miközben Bosch saját tárgyalása is a végéhez közeledik, végre sikerül kicseleznie befolyásos ellenlábasát, Honey Money Chandler ügyészt. Bosch és Brasher fejlődő kapcsolata viharossá válik, hiszen mindketten nagy nyomás alatt vannak. Bosch és Waits szemtől szemben találkoznak, és bár Bosch eleinte nem bízik a gyanúsított ajánlatában, felmerül egy kulcsfontosságú részlet, amely miatt a detektívnek mindent át kell gondolnia. |     |                                                                          |                   |                                     |                                      |               |
| 4. | 4.  | Negyedik fejezet: Fugazi (Chapter Four: Fugazi)                          | Ernest Dickerson  | George Pelecanos & Michael Connelly | 2015. február 13. 2015. június 24.   | 104           |
| Bosch és Edgar a szülők bűneit tárják fel, miközben Arthur Delacroix meggyilkolása után nyomoznak. Bosch saját hibáit megbocsátja az igazságügyi rendszer. A bírósági ügyében született ítélet megbünteti szokatlan módszerei miatt, de végső soron elismeri elért eredményeit. A megkönnyebbülés azonban nem hosszú életű, hiszen a magát folyton a politikába ártó államügyész, Rick O'Shea megegyezik Waitsszel, hogy a férfi megmutatja nekik a helyet, ahol állítólag megölte Arthur Delacroixot és többi áldozatát. Boschnak komoly aggályai vannak a sajtó számára rendezett felhajtással, de akarata ellenére belekényszerítik az akcióba. Szörnyű félelmei gyorsan beigazolódnak, amikor Waits sikeresen megszökik, végez egy nyomozóval, megsebesít egy rendőrt és elrabol egy civilt az autós menekülés során. A felelősség Boschra hárul, miközben őrült hajsza veszi kezdetét.                                                                                  |     |                                                                          |                   |                                     |                                      |               |
| 5. | 5.  | Ötödik fejezet: Anya kicsi fia (Chapter Five: Mama's Boy)                | Ernest Dickerson  | William N. Fordes                   | 2015. február 13. 2015. július 1.    | 105           |
| A Los Angeles-i rendőrség magasabb fokozatba kapcsol, miközben az emberöléssel vádolt Raynard Waitsszet keresi. A szökevény idős édesanyjánál rejtőzik el, és megtervezi a következő lépését. Irving parancsnokhelyettes kitiltja Boscht az akciócsoportból, mert jelenléte túl nagy port kavart. Bosch ezért újra az Arthur Delacroixszal történtek rejtélyét próbálja feltárni, de Waits nem téveszti szem elől a nyomozót, és véres macska-egér játékba kezd vele. |     |                                                                          |                   |                                     |                                      |               |
| 6. | 6.  | Hatodik fejezet: Ezer éve (Chapter Six: Donkey's Years)                  | Roxann Dawson     | Jennifer Ames & Steve Turner        | 2015. február 13. 2015. július 8.    | 106           |
| Bosch hadnagya és bizalmasa Grace Billets meggyőzi főnökét, hogy használja ki a karácsonyi szünetet, és látogassa meg lányát, Maddiet. Bosch Las Vegasba utazik a találka kedvéért, és azért, hogy információt szerezzen Waitsszel kapcsolatban volt feleségétől, Eleanor Wishtől, aki egykor briliáns bűnügyi profilozó volt. Bosch és Maddie azonnal megértik egymást, de a nyomozó nem találja a helyét a tágabb családban. Waits folyamatosan hívásokkal zaklatja Boscht, és egyre több áldozatot szed, hogy bizonyítsa veszélyességét. Boschnak nincs más választása, mint visszatérni Los Angelesbe, ahol óriási felfordulás fogadja. Brasher kikérdezi Johnny Stokest, Arthur Delacroix egyik korábbi barátját, de az egyszerű kihallgatásnak induló beszélgetés lövöldözéssé fajul. |     |                                                                          |                   |                                     |                                      |               |
| 7. | 7.  | Hetedik fejezet: Elveszett fiúk (Chapter Seven: Lost Boys)               | Alex Zakrzewski   | Joe Gonzalez & Eric Overmyer        | 2015. február 13. 2015. július 15.   | 107           |
| Bosch próbál segíteni Johnny Stokeson, hogy megvédje Brashert a lövöldözés következményeitől. Erőfeszítései ellenére kapcsolatuk rosszabbra fordul. A helyzetet csak tovább bonyolítja, hogy a páros felkeltette főnökei érdeklődését. Bosch áttörést ér el Waits ügyében, amikor kulcsfontosságú nyomra bukkan a sorozatgyilkos régi lakásában. A veszedelmes és nyughatatlan Waits meghúzza magát egy időre és új, sötét tervet eszel ki. |     |                                                                          |                   |                                     |                                      |               |
| 8. | 8.  | Nyolcadik fejezet: Egyszer fent, egyszer lent (Chapter Eight: High Low)  | Matt Earl Beesley | William N. Fordes & Tom Smuts       | 2015. február 13. 2015. július 22.   | 108           |
| Waits halálos haragja még a hozzá legközelebb állókra is lesújt, és Bosch iránti nyugtalanító érdeklődése is egyre fokozódik. Szerencsére Bosch új szövetségesre bukkan. Volt felesége, Eleanor Los Angelesbe érkezik, mert nem bírja távol tartani magát az ügytől – vagy talán Boschtól. Irving egy sor olyan alkut köt, amely nem csak a rendőrség, hanem az egész város jövőjére hatással lesz. Egy fiatal nyomtechnikus elárulja Boschnak, hogy talán hibázott, ez a felfedezés pedig forró nyomra vezeti a detektívet. |     |                                                                          |                   |                                     |                                      |               |
| 9. | 9.  | Kilencedik fejezet: Elvarázsolt kastély (Chapter Nine: The Magic Castle) | Alex Zakrzewski   | Diane Frolov & Andrew Schneider     | 2015. február 13. 2015. július 29.   | 109           |
| Fény derül Arthur Delacroix valódi gyilkosának személyére, Bosch pedig kellemetlen helyzetbe kerül, amiért figyelmetlenségből hagyta meglépni a gyanúsítottat. Mivel két gyilkos is szabadlábon van, a rendőrségnek bőven akad munkája. Bosch egyre mélyülő kapcsolata a lányával az egyetlen fénysugár ebben a sötét és nehéz időszakban. Saját fájdalmas múltja felbecsülhetetlennek bizonyul Waits megtalálásában, aki egy fiatal édesanyát rabolt el. A nyomozás végül hátborzongató módon zárul. |     |                                                                          |                   |                                     |                                      |               |
| 10. | 10. | Tizedik fejezet: Mi és ők (Chapter Ten: Us and Them)                     | Thomas Carter     | Michael Connelly & T.L. Lankford    | 2015. február 13. 2015. augusztus 5. | 110           |
| Bosch kénytelen elmenni Dr. Hinojos rendőrségi terapeutához, hogy pszichológiai szakvéleményt kérjen a Waits-ügy lezárása körüli trauma miatt. Jól kezeli a stressz, de nagyon megviseli, amikor lánya eltűnik Las Vegas-i otthonából. Végül Los Angelesben bukkan fel, így apa és lánya értékes időt tölthetnek együtt, mielőtt Boscht Arthur Delacroix megtalált gyilkosához hívják. Bosch épp időben érkezik a helyszínre ahhoz, hogy újabb lövöldözésnek legyen a szemtanúja, amelybe egy rendőr is belekeveredik, ám ezúttal jóval kétesebb körülmények között, mint amelyek Bosch saját ügyét kísérték. Irving az esetet a tőle jól megszokott politikai megfontolások alapján zárja le, bár ez a megoldás egyáltalán nem nyeri el Bosch tetszését. Egy dühös kitörés Bosch felfüggesztéséhez vezet, és így újra kívülállóvá válik – legyen szó a rendőrségről, Brasherről vagy a rendszerről, amelynek minden áron szüksége van az olyan emberekre, mint Harry Bosch. |     |                                                                          |                   |                                     |                                      |               |

### Második évad (2016)
| Sor. | Év. | Cím                                                               | Rendező           | Író                                     | Premier                             | Gyártási szám |
| --- | --- | ----------------------------------------------------------------- | ----------------- | --------------------------------------- | ----------------------------------- | ------------- |
| 11. | 1.  | Csomagtartó blues (Trunk Music)                                   | Alex Zakrzewski   | Eric Overmyer                           | 2016. március 11. 2016. április 6.  | 201           |
| A los angeles-i rendőrség nyomozója, Harry Bosch a felfüggesztését követően újra munkába áll. Amikor a Mulholland Drive-on, egy kocsi csomagtartójában talált holttestet a maffiával is kapcsolatba hozzák, Bosch az eddigi legnagyobb kihívást jelentő ügyébe botlik. George Irving új feladatot kap, és mérlegeli a lehetőségeit. |     |                                                                   |                   |                                         |                                     |               |
| 12. | 2.  | A titkok természete (The Thing About Secrets)                     | Alex Zakrzewski   | Eric Overmyer & Tom Bernardo            | 2016. március 11. 2016. április 13. | 202           |
| Bosch kideríti, hogy gyilkossági ügye messzire vezet. A parancsnokhelyettes próbál kimaradni a politikai játszmákból. A veszély tovább fokozódik George Irving miatt. Harry fülest kap édesanyja meggyilkolásával kapcsolatban. A Tony Allen nyomozás miatt Bosch Las Vegasba utazik. |     |                                                                   |                   |                                         |                                     |               |
| 13. | 3.  | Éjjeli áldozat (Az éjszaka áldozata) (Victim of the Night)        | Pieter Jan Brugge | Diane Frolov & Andrew Schneider         | 2016. március 11. 2016. április 20. | 203           |
| Éjjeli áldozat: Bosch elmerül Las Vegas legsötétebb bugyraiban. Találkozik lányával, és hamarosan kiderül, hogy otthon sem mennek rendben a dolgok. Irving parancsnokhelyettes oldalt választ a polgármesteri székért folytatott versenyben. George Irving megbízásának akadnak titkos részletei. Az éjszaka áldozata: Bosch elmerül Las Vegas legsötétebb bugyraiban. Találkozik lányával, és hamarosan kiderül, hogy otthon sem mennek rendben a dolgok. Irving parancsnokhelyettes oldalt választ a polgármesteri székért folytatott versenyben. George Irving megbízásának akadnak titkos részletei. |     |                                                                   |                   |                                         |                                     |               |
| 14. | 4.  | És a szerencsés nyertes? (Who's Lucky Now?)                       | Christine Moore   | Tom Smuts                               | 2016. március 11. 2016. április 27. | 204           |
| Bosch elkapja a gyilkosság egyik gyanúsítottját, míg a többiek a nyomozást felügyelik. Miután találkozik a vegasi maffiavezérrel, Joey Marksszal, Boschnak választ kell találnia néhány kérdésre egy hozzá közel álló személy múltjával kapcsolatban. George Irving fontos előrelépést tesz. Irving parancsnokhelyettes konfliktusba keveredik a politikai játszmák miatt. |     |                                                                   |                   |                                         |                                     |               |
| 15. | 5.  | Eltűntek (Eltávozva) (Gone)                                       | Ernest Dickerson  | William N. Fordes                       | 2016. március 11. 2016. május 4.    | 205           |
| Eltűntek: Bosch és Edgar forró nyomon jár Joey Marksszal kapcsolatban. George Irving egyre jobban bevonódik a küldetésbe. Bosch kénytelen durva eszközökhöz nyúlni, hogy garantálja szerettei biztonságát. Eltávozva: Bosch és Edgar forró nyomon jár Joey Marksszal kapcsolatban. George Irving egyre jobban bevonódik a küldetésbe. Bosch kénytelen durva eszközökhöz nyúlni, hogy garantálja szerettei biztonságát. |     |                                                                   |                   |                                         |                                     |               |
| 16. | 6.  | A szívroham (Szívinfarktus) (Heart Attack)                        | Adam Davidson     | Diane Frolov & Andrew Schneider         | 2016. március 11. 2016. május 11.   | 206           |
| A szívroham: A nehéz körülmények összehozzák Bosch családját. Egy meglepő fejlemény miatt Harry elölről kezdi a nyomozást. Az FBI vonzó ajánlattal keresi meg Eleanort. George Irving komoly veszélybe kerül. Szívinfarktus: A nehéz körülmények összehozzák Bosch családját. Egy meglepő fejlemény miatt Harry elölről kezdi a nyomozást. Az FBI vonzó ajánlattal keresi meg Eleanort. George Irving komoly veszélybe kerül. |     |                                                                   |                   |                                         |                                     |               |
| 17. | 7.  | Ki szállás (Kilépés) (Exit Time)                                  | Kevin Dowling     | Tom Smuts & Tom Bernardo                | 2016. március 11. 2016. május 18.   | 207           |
| Ki szállás: Irving parancsnokhelyettes kemény lépéseket tesz a tragédia után. Bosch váratlan szövetségesre talál, ami meglepő felfedezéshez vezet. Eleanor előnyösebb pozíciót keres az FBI-nál. A súlyos bűncselekmények mögött álló banda a kiugrásra készülődik. Kilépés: Irving parancsnokhelyettes kemény lépéseket tesz a tragédia után. Bosch váratlan szövetségesre talál, ami meglepő felfedezéshez vezet. Eleanor előnyösebb pozíciót keres az FBI-nál. A súlyos bűncselekmények mögött álló banda a kiugrásra készülődik.                                                                     |     |                                                                   |                   |                                         |                                     |               |
| 18. | 8.  | Kövesd a pénzt! (Follow the Money)                                | Alex Zakrzewski   | William N. Fordes & Joe Gonzalez        | 2016. március 11. 2016. május 25.   | 208           |
| Bosch egy bűnügyi lángelme elfogásán fáradozik. Eleanor eredményeket tesz le az FBI asztalára. Ellentétes, erőszakos erők találkoznak egy helyen. |     |                                                                   |                   |                                         |                                     |               |
| 19. | 9.  | A mártírok nagy asszonya (Mártírok királynője) (Queen of Martyrs) | Phil Abraham      | Eric Overmyer & Tom Bernardo            | 2016. március 11. 2016. június 1.   | 209           |
| A mártírok nagy asszonya: Egy fontos gyanúsított kicsúszik Bosch markából. Irvin parancsnokhelyettes világa megrendül, bár egyedülálló lehetőséget kap. Bosch és Edgar egy veszélyes bűnözőt keres, ami látványos leszámoláshoz vezet. Mártírok királynője: Egy fontos gyanúsított kicsúszik Bosch markából. Irvin parancsnokhelyettes világa megrendül, bár egyedülálló lehetőséget kap. Bosch és Edgar egy veszélyes bűnözőt keres, ami látványos leszámoláshoz vezet. |     |                                                                   |                   |                                         |                                     |               |
| 20. | 10. | Minden élet számít (Everybody Counts)                             | Tim Hunter        | Michael Connelly & Terrill Lee Lankford | 2016. március 11. 2016. június 8.   | 210           |
| Az évad záró epizódja nagyot fog szólni. Bosch és Edgar összerakja a Tony Allen-nyomozás kirakósának utolsó darabjait. Harry igyekszik feltárni az édesanyja meggyilkolásával kapcsolatos igazságot. |     |                                                                   |                   |                                         |                                     |               |

### Harmadik évad (2017)
| Sor. | Év. | Cím                                   | Rendező            | Író                            | Premier                            | Gyártási szám |
| --- | --- | ------------------------------------- | ------------------ | ------------------------------ | ---------------------------------- | ------------- |
| 21. | 1.  | Oszlik a köd (The Smog Cutter)        | Adam Davidson      | Eric Overmyer                  | 2017. április 21. 2017. május 18.  | 301           |
| Az édesanyja meggyilkolása mögött húzódó sötét titkok miatt Harry Bosch, a Los Angeles-i rendőrség gyilkossági nyomozója minden eddiginél feszültebb és nyughatatlanabb. Megölnek egy hajléktalan veteránt. Bosch egy hollywoodi rendezőt érintő fontos perben is részt vesz. A Veronica Allen eljárás a végéhez közeledik. Bosch egy régi bűnözőt is szemmel tart, aki elkerülte az igazságszolgáltatást. |     |                                       |                    |                                |                                    |               |
| 22. | 2.  | Gyanú (The Four Last Things)          | Adam Davidson      | Daniel Pyne                    | 2017. április 21 2017. május 25.   | 302           |
| Egy feltételezett gyilkost, akit Bosch már évek óta üldözött, holtan találnak, és a rendőrség öngyilkosságra gyanakszik. Edgar rájön, hogy Harry története korántsem egyszerű az elhunyttal. Amikor az ügyet később gyilkosságnak nyilvánítják Jimmy Robertson nyomozó aggasztó elmélettel áll elő az elkövetővel kapcsolatban.                                                                            |     |                                       |                    |                                |                                    |               |
| 23. | 3.  | A 4 utolsó dolog (God Sees)           | Alex Zakrzewski    | Tom Bernardo                   | 2017. április 21. 2017. június 1.  | 303           |
| Bosch újabb részleteket tud meg Billy Meadows sötét múltjáról és meggyilkolásáról. Az egyik koronatanú hitelessége aláássa Holland ügyét. Edgar terhelő bizonyíték birtokába jut. Veszélyes alakok veszik célba Bosch-t. |     |                                       |                    |                                |                                    |               |
| 24. | 4.  | El compadre (El Compadre)             | Sarah Pia Anderson | Jeffrey Fiskin                 | 2017. április 21. 2017. június 8.  | 304           |
| Bosch konfliktusba keveredik nyomozótársaival. Irving megfontolja a karrierlehetőségeit, mivel magánélete is különös fordulatot vesz. A Meadows-gyilkosság elkövetője elvarrja a szálakat. Felmerül a kérdés, hogy vajon Bosch bosszúálló angyal-e. |     |                                       |                    |                                |                                    |               |
| 25. | 5.  | Harmadik fél (Blood Under the Bridge) | Alex Zakrzewski    | Elle Johnson                   | 2017. április 21, 2017. június 15. | 305           |
| Folytatódik, sőt erősödik Bosch nevének bemocskolása. Harry és detektív kollégái megpróbálják kideríteni, hogy ki lehet azt ártó szándék mögött. Irving lezár egy fejezetet a magánéletében. Bosch mélyre ás egy volt katonák ellen indított nyomozásban. |     |                                       |                    |                                |                                    |               |
| 26. | 6.  | Madarak (Birdland)                    | Ernest Dickerson   | Daniel Pyne                    | 2017. április 21. 2017. június 22. | 306           |
| Kiderül, hogy a helyi rendőrség az egyik saját embere után nyomoz egy gyilkossági ügyben. Bosch kezdi felderíteni a gyilkosságsorozat mögötti indítékokat. Robertsonban egyre több kétsége merül fel Boschsal kapcsolatban. Edgar újabb nyugtalanító kapcsolatot fedez fel Harry és az egyik áldozat között. Irving a koreai negyed gyilkosa utáni nyomozást segíti.                                       |     |                                       |                    |                                |                                    |               |
| 27. | 7.  | Helyes lépés (Right Play)             | Christine Moore    | Jeffrey Fiskin                 | 2017. április 21. 2017. június 29. | 307           |
| Bosch és Robertson egy ígéretes nyomon dolgozik a Gunn-ügyben. További bizonyítékok segítik a csapat munkáját a Meadows-gyilkosságban. Irving igyekszik csökkenteni a károkat egy másik, Boschhoz kötődő válságban. Edgar akcióba lép. A Holland-ügy fordulóponthoz érkezik. |     |                                       |                    |                                |                                    |               |
| 28. | 8.  | Aye, papi! (Aye Papi)                 | Ernest Dickerson   | Elle Johnson                   | 2017. április 21. 2017. július 6.  | 308           |
| Bosch a színfalak mögött dolgozik a bűnösök leleplezésén. A gyilkosok elmenekülnek. Edgar egy fontos döntés következményeivel küszködik. |     |                                       |                    |                                |                                    |               |
| 29. | 9.  | Össztűz (Clear Shot)                  | Stephen Gyllenhaal | Eric Overmyer                  | 2017. április 21. 2017. július 13. | 309           |
| A rendőrség összefog, amikor közeli fenyegetés csap le rájuk. Holland ügyében kulcsfontosságú fordulat következik be. Bosch kénytelen szembenézni a sötét igazsággal. Irving belevág egy régi célja megvalósításába. A tolvajbecsület nem létezik. |     |                                       |                    |                                |                                    |               |
| 30. | 10. | Bajtársak (The Sea King)              | Ernest Dickerson   | Daniel Pyne & Michael Connelly | 2017. április 21. 2017. július 20. | 310           |
| Bosch fáradhatatlan nyomozása a Meadows ügyben tetőpontjára ér. Bosch és Edgar meglepő felfedezésről egyeztetnek. Váratlan látogató ugrik be Bosch-hoz és Maddie-hez. Harry megtudja, hogy múltja még messze nem rendeződött. |     |                                       |                    |                                |                                    |               |

### Negyedik évad (2018)
| Sor. | Év. | Cím                                         | Rendező                  | Író                           | Premier                             | Gyártási szám |
| --- | --- | ------------------------------------------- | ------------------------ | ----------------------------- | ----------------------------------- | ------------- |
| 31. | 1.  | Kérdezd az út porát (Ask the Dust)          | Aaron Lipstadt           | John Mankiewicz & Daniel Pyne | 2018. április 13. 2019. október 14. | 401           |
| A Gyilkossági csoport néhány tagja kínzásnak vetett alá egy gyerekrablónak tartott, de ártatlannak bizonyuló férfit. Miután a rendőrség elleni eljárás vezéralakját, Howard Elias ügyvédet az Angyaljárat nevű villamoson meggyilkolták, Harry Boscht bízzák meg egy Különleges Akciócsoport vezetésével. A feladata, hogy nyomozza ki, van-e köze a Fekete Őrnek nevezett rendőrségi csoportnak a jogász meggyilkolásához. |     |                                             |                          |                               |                                     |               |
| 32. | 2.  | Bunker Hill-i álmok (Dreams of Bunker Hill) | Aaron Lipstadt           | John Mankiewicz & Daniel Pyne | 2018. április 13. 2019. október 15. | 402           |
| Az akciócsoport Harris nyomába ered, miközben Bosch megvívja a maga harcát a jog berkeiben. Edgar ismét munkába áll. Eleanor sajátos helyzetbe keveredik egy titkos kártyapartin… |     |                                             |                          |                               |                                     |               |
| 33. | 3.  | Ördög a házban (Devil in the House)         | Alex Zakrzewski          | Tom Bernardo                  | 2018. április 13. 2019. október 16. | 403           |
| Sheehan egyre gyanúsabban viselkedik és nem hajlandó megjelenni az Akciócsoport kihallgatásán. Eleanort nem jutalmazzák meg, amiért fényképeket csinált a titkos kaszinóban. Robertson nehezen tűri, hogy Bosch parancsait kell teljesítenie. |     |                                             |                          |                               |                                     |               |
| 34. | 4.  | Az igazság nyomában (Past Lives)            | Tim Hunter               | Shaz Bennett & Elle Johnson   | 2018. április 13. 2019. október 17. | 404           |
| Sheehan felkeresi Harry-t és mindent bevall neki, azonban másnapra teljesen elnyeli a föld és a teljes akciócsoport őt keresi. Eközben lázadni kezdenek az emberek az Elias-ügyben, amit Irving megpróbál féken tartani. Harry szeme láttára lelövik Eleanort, ami teljesen lesújtja őt és a lányukat, Maddie-t is. |     |                                             |                          |                               |                                     |               |
| 35. | 5.  | Törvénytelenül (The Coping)                 | Alex Zakrzewski          | Jeffrey Fiskin                | 2018. április 13. 2019. október 18. | 405           |
| Harry-t és Maddie-t rettenetesen megviseli Eleanor halála, de mindketten igyekeznek leplezni. Grace az új pozíciójában elhatározza, hogy a sarkára áll, amit azonban a kollégái nem néznek jó szemmel. Az akciócsoport nyomozói Drake nyomába szegődnek, mert azt gyanítják, hogy ő segíti Sheehant. |     |                                             |                          |                               |                                     |               |
| 36. | 6.  | Megadás (The Wine of Youth)                 | Zetna Fuentes            | John Mankiewicz               | 2018. április 13. 2019. október 21. | 406           |
| Fokozódik a kutatás Sheehan után, az akciócsoport a ballisztikus szakértő véleményére vár, hogy beigazolódjon a gyanújuk. Edgar és Bosch egy egy nem hivatalos mellékszálon kezdenek nyomozni a San Gabriel völgyben. Crate és Barrel egy gyanús cserbenhagyásos gázolást vizsgálnak Hollywoodban. |     |                                             |                          |                               |                                     |               |
| 37. | 7.  | Megszakadt kapcsolatok (Missed Connections) | Daisy von Scherler Mayer | Jeffrey Fiskin                | 2018. április 13. 2019. október 22. | 407           |
| Billets-nek két szolgálaton kívüli járőr okoz még több gondot, miközben a tüntetés fokozódik a Hollywood állomásnál. Mivel egy gyanúsítottat sikerül őrizetbe venni, a az akciócsoport az ügy befejezésén dolgozik, bár Bosch még mindig nincs meggyőződve az eredményt illetően. |     |                                             |                          |                               |                                     |               |
| 38. | 8.  | Sötét égbolt (Dark Sky)                     | Ernest Dickerson         | Elle Johnson                  | 2018. április 13. 2019. október 23. | 408           |
| A Hollywood egységnél riadókészültséget rendelnek el. Irvin a következő lépését tervezi. Új bizonyíték kerül elő, így az Elias ügy váratlan fordulatot vesz. Bosc-nak továbbra is vannak kétségei az akciócsoporttal kapcsolatban, közben kihallgat egy új gyanúsítottat. |     |                                             |                          |                               |                                     |               |
| 39. | 9.  | Mélyvörös (Rojo Profundo)                   | Neema Barnette           | Michael Connelly              | 2018. április 13. 2019. október 24. | 409           |
| A tüntetés erejét veszti, Billets megegyezik az aktivistákkal. Irving felismeri, hogy a régi barátok valójában új ellenségek. Crate és Barrel megoldják karrierjük legfontosabb ügyét. Bosch Los Angeles legsötétebb bugyraiban találja magát. |     |                                             |                          |                               |                                     |               |
| 40. | 10. | Alagút (Book of the Unclaimed Dead)         | Ernest Dickerson         | Daniel Pyne                   | 2018. április 13. 2019. október 25. | 410           |
| Bosch és Amy Snyder őrmester egy kulcsfontosságú bizonyítékot talál, ami az egész Elias nyomozást veszélybe sodorhatja. Irving felfedi ellenségeit. Bosch egymaga követi az Elias ügy gyanúsítottját, majd a múltjával találja szembe magát. |     |                                             |                          |                               |                                     |               |

### Ötödik évad (2019)
| Sor. | Év. | Cím                                                 | Rendező                  | Író                      | Premier                             | Gyártási szám |
| --- | --- | --------------------------------------------------- | ------------------------ | ------------------------ | ----------------------------------- | ------------- |
| 41. | 1.  | A gyilkos jele (Two Kinds of Truth)                 | Alex Zakrzewski          | Daniel Pyne              | 2019. április 19. 2019. október 28. | 501           |
| Harry Bosch-nak tudomására jut, hogy az egyik régi aktáját újranyitják, ami miatt a az összes addigi ügyével kapcsolatban kérdések merülhetnek fel. A város egy másik részében a bűnözők gyógyszerésznek öltözve követik el a bűncselekményeket. |     |                                                     |                          |                          |                                     |               |
| 42. | 2.  | Porhintés (Pill Shills)                             | Alex Zakrzewski          | Eric Overmyer            | 2019. április 19. 2019. október 29. | 502           |
| Bosch nyomozó látogatást tesz az államügyész irodájában azzal a céllal, hogy Maddiet meglátogassa. Itt találkozik Christina Henry vizsgálóbiztossal, aki Lucas Olmer, a haláos beteg elítélt vallomását vizsgálja. Közben Edgar és Bosch kapnak egy tippet az Esquivel gyilkossággal kapcsolatban. |     |                                                     |                          |                          |                                     |               |
| 43. | 3.  | Az utolsó recept (The Last Scrip)                   | Daisy von Scherler Mayer | Elle Johnson             | 2019. április 19. 2019. október 30. | 503           |
| Bosch egy új bizonyítékkal kapcsolatban nyomoz, ami a Border ügyben hozhat fordulatot, de meggyőződése, hogy a megfelelő embert csukta rács mögé. Billets hadnagy Crate és Barrel szerepét vizsgálja a gyógyszertári helyszínen történt balesettel kapcsolatban. |     |                                                     |                          |                          |                                     |               |
| 44. | 4.  | Feltámadás (Raise the Dead)                         | Laura Belsey             | Tom Bernardo             | 2019. április 19. 2019. október 31. | 504           |
| Robertsonnak két gyanúsítottja van a gyógyszertári lövöldözéssel kapcsolatban. Edgar Gary Wise múltja után nyomoz, hiszen a férfi egyértelműen nagy bajban van. Crate és Barrel nem örülnek az új feladatuknak. Bosch régi aktákban kutat és rájön, hogy Olmer vallomása hazugság. |     |                                                     |                          |                          |                                     |               |
| 45. | 5.  | Csőlátás (Tunnel Vision)                            | Patrick Cady             | Jeffrey Fiskin           | 2019. április 19. 2019. november 1. | 505           |
| Bosch-t Dominic Reilly-ként kivizsgálják a Garcia klinikán. Az orvos Dr. Hansen, csupán egy szánalmas függőt lát benne, majd hazaengedi egy pár tablettával, mondván majd újra találkoznak ha szüksége lesz Reilly/Bosch segítségére. Edgar, Gary régi ellenségeit keresi, azokat, akiket Gary feldobott és rács mögé juttatott. Robertson és csapata egy raktárépületet kutatnak át, ahol megtalálják a gyógyszertári rablásnál használt menekülőautót. |     |                                                     |                          |                          |                                     |               |
| 46. | 6.  | Űr a csillagok között (The Space Between the Stars) | Neema Barnette           | Shaz Bennett             | 2019. április 19. 2019. november 4. | 506           |
| Rita-t megrémiszti Bonnerrel történt találkozása, így meglátogatja férjét a börtönben. Borders úgy gondolja, hogy Bosch lehet az ügy mögött, és azt tanácsolja a nőnek, hogy kérje Cronyn segítségét. Bosch és Chandler megpróbálják kideríteni, hogy kapcsolódik Terry Spencer Cronyn-hoz. |     |                                                     |                          |                          |                                     |               |
| 47. | 7.  | A sivatag bölcsessége (The Wisdom of the Desert)    | Aaron Lipstadt           | Jeffrey Fiskin           | 2019. április 19. 2019. november 5. | 507           |
| Bosch álruhás akciója hosszabbra sikerült, mint tervezte. Maddie aggódik eltűnt apja miatt. Scot Anderson, a Los Angeles Times újságírója is próbálja elérni Harry-t. Vega és Pierce pont időben érnek Jose Junior nyomába, sajnos ugyanez nem mondható el Junior unokatestvérére, Oscar-ra.... |     |                                                     |                          |                          |                                     |               |
| 48. | 8.  | A megváltás hegye (Salvation Mountain)              | Ernest Dickerson         | Tom Bernardo             | 2019. április 19. 2019. november 6. | 508           |
| Edgar nyomozó kihallgatja Claytont, hogy megtudja hol lehet Harry. Clayton-nak erős elvonási tünetei vannak, ennek ellenére emlékszik néhány részletre, ami nagy segítségnek bizonyul. Az LA Times cikke leleplezi Bosch-t. Walss tőrbe csalja Bosch-t, de a terve nem sikerül. |     |                                                     |                          |                          |                                     |               |
| 49. | 9.  | Még van bennünk szufla (Hold Back the Night)        | Aaron Lipstadt           | Eric Overmyer            | 2019. április 19. 2019. november 7. | 509           |
| Bosch és Chandler megtalálja Spencert és megpróbálják rávenni, hogy valljon Cronyns ellen, így magát is megmentheti. Pierce és Vega egy hátborzongató gyilkossági ügyet kapnak. Crate bulit szervez Barrel nyugdíjba vonulására. Edgar végre megtalálja Bo Jonas-t, aki új információkat szolgáltat a Gary gyilkossággal kapcsolatban. |     |                                                     |                          |                          |                                     |               |
| 50. | 10. | A gyilkos jele (Creep Signed His Kill)              | Ernest Dickerson         | Daniel Pyne & Katie Pyne | 2019. április 19. 2019. november 8. | 510           |
| Pierce és Vega még több testrészt találnak, ezeket a folyó R ügyhöz kötik. Maddie elmondja Bosch-nak, hogy elküldte az üzenetet Chandlernek és ezt nem is bánja. Edgar rájön, hogy ki ölte meg Gary Wise-t, de nem tudja bizonyítani. |     |                                                     |                          |                          |                                     |               |

### Hatodik évad (2020)
| Sor. | Év. | Cím                       | Rendező                  | Író                           | Premier           | Gyártási szám |
| ---- | --- | ------------------------- | ------------------------ | ----------------------------- | ----------------- | ------------- |
| 51.  | 1.  | The Overlook              | Daisy von Scherler Mayer | Eric Overmyer & Tom Bernardo  | 2020. április 17. | 601           |
| 52.  | 2.  | Good People on Both Sides | Alex Zakrzewski          | Daniel Pyne                   | 2020. április 17. | 602           |
| 53.  | 3.  | Three Widows              | Patrick Cady             | Shaz Bennett                  | 2020. április 17. | 603           |
| 54.  | 4.  | Part of the Deal          | Michael McDonough        | Tom Bernardo                  | 2020. április 17. | 604           |
| 55.  | 5.  | Money, Honey              | Trey Batchelor           | Jeffrey Fiskin & Katie Pyne   | 2020. április 17. | 605           |
| 56.  | 6.  | The Ace Hotel             | Zetna Fuentes            | Alex Meenehan                 | 2020. április 17. | 606           |
| 57.  | 7.  | Hard Feelings             | Hagar Ben-Asher          | Jeffrey Fiskin                | 2020. április 17. | 607           |
| 58.  | 8.  | Copy Cat                  | Ernest Dickerson         | Eric Overmyer & Alex Meenehan | 2020. április 17. | 608           |
| 59.  | 9.  | Dark Sacred Night         | Tara Nicole Weyr         | Daniel Pyne & Osokwe Vasquez  | 2020. április 17. | 609           |
| 60.  | 10. | Some Measure of Justice   | Ernest Dickerson         | Michael Connelly              | 2020. április 17. | 610           |